# Ивангай
Иванга́й (англ. EeOneGuy; настоящее имя — Ива́н Рома́нович Рудско́й (укр. Іван Романович Рудський); род. 19 января 1996, Анновка, Верхнеднепровский район, Днепропетровская область, Украина) — украинский видеоблогер, летсплеер и музыкант. Создатель и владелец одноимённого YouTube-канала с названием «Ивангай» (до 2017 года — «EeOneGuy»). Первый русскоговорящий обладатель бриллиантовой кнопки YouTube.
Ивангай стал кумиром подростков 2010-х годов наравне с такими видеоблогерами, как Макс +100500 и Катя Клэп. Журналисты часто сравнивают его с канадским музыкантом Джастином Бибером.
С 2019 года занимается авторской музыкой в разных музыкальных жанрах под псевдонимом AWEN (ранее — IVAN).

## Биография
Родился 19 января 1996 года в украинском селе Анновка Верхнеднепровского района Днепропетровской области. Его мать — экономист, а отец — ветеринар. В старших классах Иван вместе с младшими сёстрами переехал в район Кривого Рога — Ингулец. Учился в школе № 114, затем — в Днепропетровском национальном университете на факультете прикладной математики, но потом бросил учёбу и переехал в столицу России — Москву.
В 2017 году поступил на бакалавриат на факультет электроники и информационных технологий Варшавского политехнического университета (в англоязычную группу).

### Личная жизнь
Состоял в близких отношениях с Марьяной Рожковой. Она также является видеоблогером на YouTube. В декабре 2016 года стало известно, что пара рассталась.

## Творчество
20 марта 2013 года Иван зарегистрировал свой канал с названием «EeOneGuy» (ныне — «Ивангай») на видеохостинге YouTube. В 2015 году принимал участие в съёмке YouTube Rewind, рекламной кампании Lenovo и фестивале Videofan, стал победителем проходившей в рамках фестиваля «Видфест» премии «Лайк-2015» в номинации «Лайк за лайфстайл».
Ивангай считается одним из самых востребованных видеоблогеров Рунета. По данным аналитического сервиса VSP Stats за апрель 2016 года предполагаемый месячный доход Ивангая составил около двадцати тысяч долларов. Аудиторию привлекает различными способами — поёт в караоке, играет в популярные игры, комментируя их, делает что-то на спор, отвечает на вопросы подписчиков, показывает несложные фокусы и трюки или шутит на камеру. Некоторые названия его роликов характеризуют сюжеты — «Троллинг школьников в „Копатель Онлайн“», «Я рисую как кретин», «Упоротые кривляния», «Песня задрота» и др. Как отмечают издания «Афиша Daily» и «Газета.Ru», основная аудитория его видеоблога — девочки подросткового возраста. В общемировом рейтинге на начало 2016 года его канал опережал официальные аккаунты NBA, Энрике Иглесиаса, издания Леди Гаги и Vice.
В 2016 году совместно с Сашей Спилберг и Марьяной Ро сыграл одну из главных ролей в фильме «Взломать блогеров». В мае 2016 года журнал «Коммерсантъ Деньги» опубликовал статью «Налог на кривляния», где оценил предполагаемый годовой доход Ивана от партнёрской программы YouTube в 300 тысяч долларов.
Во время визита в Москву в июне 2016 года глава YouTube по европейскому, ближневосточному и африканскому регионам Стивен Наттэлл назвал Ивангая самым популярным в России блогером. В ноябре 2016 года количество подписчиков канала Ивана превысило 10 миллионов человек, в результате чего он стал первым русскоязычным обладателем бриллиантовой кнопки от YouTube, а общее количество просмотров его видеороликов к этому моменту превысило два миллиарда.
21 декабря 2016 года стал гостем телепередачи «Вечерний Ургант».
В апреле 2017 года посетил фестиваль, посвящённый японской культуре в России, «Hinode Power Japan» (Москва, ВДНХ), где встретился со своими подписчиками на стенде Nintendo.
4 января 2019 года, после длительного отсутствия, выпустил песню под названием «My Heart» под псевдонимом IVAN. Работа на YouTube менее чем за сутки собрала более 5 миллионов просмотров, более 850 тысяч лайков и 300 тысяч комментариев. Накануне 2020 года на канале вышел ролик «Новогодний микс Ивангая», а через три месяца, в марте, — влог с его DJ-выступления. 1 мая 2020 года Ивангай выложил ещё один влог на своём канале, в котором объяснил, где пропадал в последние два года. Кроме того, он создал трек из мемов. Всего за пару часов ролик вышел в топ трендов русскоязычного YouTube.

«Как вы заметили, видео на канале не выходили долго. И все потому, что я не хотел ломать персонажа Ивангая. Ивангая привыкли видеть как весёлого и жизнерадостного персонажа, который и был создан из моих качеств, только гипертрофированных. AWEN я стал создавать, когда почувствовал ментальную необходимость в творческой реализации.»— Ивангай
В сентябре презентовал свою линию одежды в честь старта музыкальной карьеры. Мерч был выпущен совместно с брендом одежды и аксессуаров Yoo, созданной командой медиасети Yoola.
На протяжении всего 2020 года Ивангай и его друг Евгений разрабатывали и выпустили четыре мобильных игры — «One Guy Run», «Bottle Blast!», «EeOneGuy Blogger Simulator» и «Blocky Zoo Tycoon», однако игры не имели особого успеха.
27 февраля 2021 года в своём Instagram-профиле, Рудской высказался насчёт своего долгого отсутствия на YouTube: По его словам, полученный опыт не позволит избежать ему новых ошибок, однако он научился делать правильные выводы. Блогер признался, что теперь больше внимания уделяет своему здоровью и старается контролировать доходы и расходы. Иван начал больше ценить родину после опыта жизни за границей. Многие проблемы начинающий музыкант связал с публичностью, которая создавала определённые препятствия для расслабления и приближала к нему людей, желающих нажиться на популярности. Ивангай отметил, что в его жизни были и разочарования, в результате которых он стал подходить с холодной головой к делам, а также лучше разбираться в людях, избавившись от нескольких ненужных друзей.
18 марта 2021 года вышло интервью с Ивангаем на YouTube-канале «вДудь».
В мае 2021 года Рудской стал лицом обновлённой версии культовой многопользовательской компьютерной игры Lineage 2 Essence.
13 февраля 2022 года провёл первый стрим на платформе Twitch. За первые сутки на канал подписалось более 150 тысяч человек.

## Общественная позиция
В 2014 году поддержал Евромайдан.
В феврале 2022 года раскритиковал Россию за информационную войну с Украиной и выступил против вторжения России на Украину, за что подвергся атаке хейтеров.

## Фильмография
| Год  |   | Название          | Роль               |
| ---- | - | ----------------- | ------------------ |
| 2016 | ф | Взломать блогеров | в роли самого себя |

## Дискография

### Как AWEN

#### Мини-альбомы
| Название | Год  |
| -------- | ---- |
| Sugar    | 2020 |

#### Синглы
| Название     | Год  | Альбом |
| ------------ | ---- | ------ |
| «Aerobatics» | 2020 |        |
| «Gravity»    | 2020 |        |
| «Porsche»    | 2022 |        |
| «Cash»       | 2022 |        |
| «Lowkey»     | 2022 |        |
| «Lightyear»  | 2023 |        |

### Как Ивангай

#### Синглы
| Название                               | Год  | Альбом              |
| -------------------------------------- | ---- | ------------------- |
| «Демон»                                | 2021 | Внеальбомные синглы |
| «Нафиг»                                | 2021 | Внеальбомные синглы |
| «Kyivstar»                             | 2022 | Внеальбомные синглы |
| «Теплий Дощ» (совместно с To Eternity) | 2022 | Внеальбомные синглы |
| «Enej»                                 | 2022 | Внеальбомные синглы |

### Музыкальные видео и пародии
| Год  | Название       | Комментарии                                         |
| ---- | -------------- | --------------------------------------------------- |
| 2014 | Песня задрота  | Более 17 миллионов просмотров                       |
| 2015 | #ДЕЛАЙПОСВОЕМУ | Более 47 миллионов просмотров.                      |
| 2016 | Хаю-Хай        | При участии Trinergy. Более 41 миллиона просмотров. |
| 2016 | ЛИМОНЫ         | Более 17 миллионов просмотров                       |
| 2016 | 5 МИНУТ НАЗАД  | Более 45 миллионов просмотров                       |
| 2017 | One Guy        |                                                     |
| 2021 | Демон          | Более 4 миллионов просмотров                        |
| 2021 | Нафиг          | Более 3 миллионов просмотров                        |

## Издания
- Ивангай. Хаю-хай, с вами Ивангай. EeNote от Ивана Рудского (комикс) / Полбенникова А.. — Москва: Эксмо, 2017. — 176 с. — (Сенсация видеоблогинга). — 10 000 экз. — ISBN 978-5-699-89129-0.[70]
- Ивангай. Хаю-хай, с вами Ивангай. EeNote от Ивана Рудского (фото) / Полбенникова А.. — Москва: Эксмо, 2017. — 176 с. — (Сенсация видеоблогинга). — 10 000 экз. — ISBN 978-5-699-93186-6.[70]